# Scelolophia damaria
Scelolophia damaria là một loài bướm đêm trong họ Geometridae.